# Carrozzeria Fissore
Die Carrozzeria Fissore war ein Designstudio und Karosseriehersteller aus Savigliano bei Turin (Piemont).

## Geschichte
Das Unternehmen wurde 1920 von den Brüdern Antonio, Bernardo, Giovanni und Costanzo Fissore gegründet und beschäftigte sich in den ersten Jahren seiner Existenz zunächst mit der Herstellung von Kutschen und später mit der Reparatur von Pkw und Lkw. Ab 1936, als Bernardo Fissore die Leitung des Unternehmens übernahm, begann man Spezialaufbauten für Automobile herzustellen, insbesondere Bestattungsfahrzeuge, Postfahrzeuge und kleine Autobusse. Während des Zweiten Weltkriegs änderte sich die Produktpalette; wie in vielen anderen Betrieben wurden nun Militärfahrzeuge hergestellt.
Nach dem Krieg wandte sich Fissore wieder Zivilfahrzeugen zu. Das Unternehmen entwarf dabei das Design im eigenen Atelier und baute auch die Karosserien in den eigenen Werkstätten. 1947 entstand so ein erster Kombiwagen auf dem Serienfahrgestell des Fiat 1100, der die Bezeichnung Giardinetta erhielt. Dieser Begriff, der erstmals von Fissore verwendet wurde, ist auch heute noch in Italien für Kombiwagen gebräuchlich und fand sich sowohl bei den entsprechenden Ableitungen von Fiat (z. B. Fiat 500) als auch bei Alfa Romeo (z. B. Alfa 33). 1953 wurde das von Mario Revelli di Beaumont entworfene Coupé 1000 TV vorgestellt, das auf dem Fahrgestell des Fiat 1100 basierte und eine eigenständige Linie aufwies. Das Auto wurde der erste große Erfolg der Carrozzeria Fissore. Es folgten weitere Modelle auf verschiedenen Fiat-Fahrgestellen. Mit zunehmendem Erfolg wuchs das Unternehmen, so dass es Mitte der 1960er Jahre über nahezu 200 Angestellte verfügte. In dieser Zeit begann Fissore, auch für andere Autohersteller zu arbeiten. Hier wurden entweder Karosserieentwürfe erstellt oder ganze Fahrzeuge in Einzelproduktion oder Kleinserien hergestellt, unter ihnen DKW, TVR und de Tomaso. Auch wenn die Carrozzeria Fissore insgesamt nicht in der Liga von Pininfarina, Bertone, Michelotti oder Pietro Frua spielte, war sie in dieser Zeit doch ein veritables Designstudio und Karosseriewerk mit solidem Ruf und überregionaler Bedeutung. In den frühen 1960er-Jahren war der Designer Franco Maina für viele Fissore-Entwürfe verantwortlich, später arbeitete auch Trevor Fiore für Fissore. 
1969 erhielt die Carrozzeria Fissore von Monteverdi den Auftrag, einen Großteil der Sportwagen der High-Speed-Serie herzustellen. Das sicherte die Existenz des Unternehmens für die nächsten Jahre, auch wenn die anfänglich von Monteverdi avisierten Stückzahlen von 100 Exemplaren pro Jahr nie erreicht wurden.
Nachdem Bernardo Fissore 1972 gestorben war, kam es in der Familie Fissore zu einem Zerwürfnis, bei dem es um die weitere Zukunft der Carrozzeria Fissore im Allgemeinen und die weitere Bindung des Unternehmens an den Schweizer Automobilhersteller Monteverdi ging. 1976 trennten sich Bernardo Fissores Kinder Mario und Fernanda Fissore sowie deren Ehemann Giulio Malvino von der Carrozzeria Fissore, die daraufhin allein von Eraldo Fissore fortgeführt wurde. Zusammen mit Gregorio Bernardi, einem führerern Geschäftsführer der Carrozzeria Fissore, gründeten sie in unmittelbarer Nähe zum alten Betrieb das Karosseriebauunternehmen Rayton Fissore, das einen wesentlichen Teil der Monteverdi-Aufträge übernahm und ab 1977 den Geländewagen Monteverdi Safari, dessen Prototyp noch die Carrozzeria Fissore gebaut hatte, in Serie produzierte.
Die Carrozzeria Fissore blieb sich noch einige Jahre am Markt bestehen, musste aber 1984 mangels weiterer Aufträge den Betrieb einstellen. Giulio Malvino griff den traditionsreichen Namen für das 1993 neu gegründete Unternehmen Fissore Co. erneut auf.

## Fahrzeuge

### Fissore und Fiat

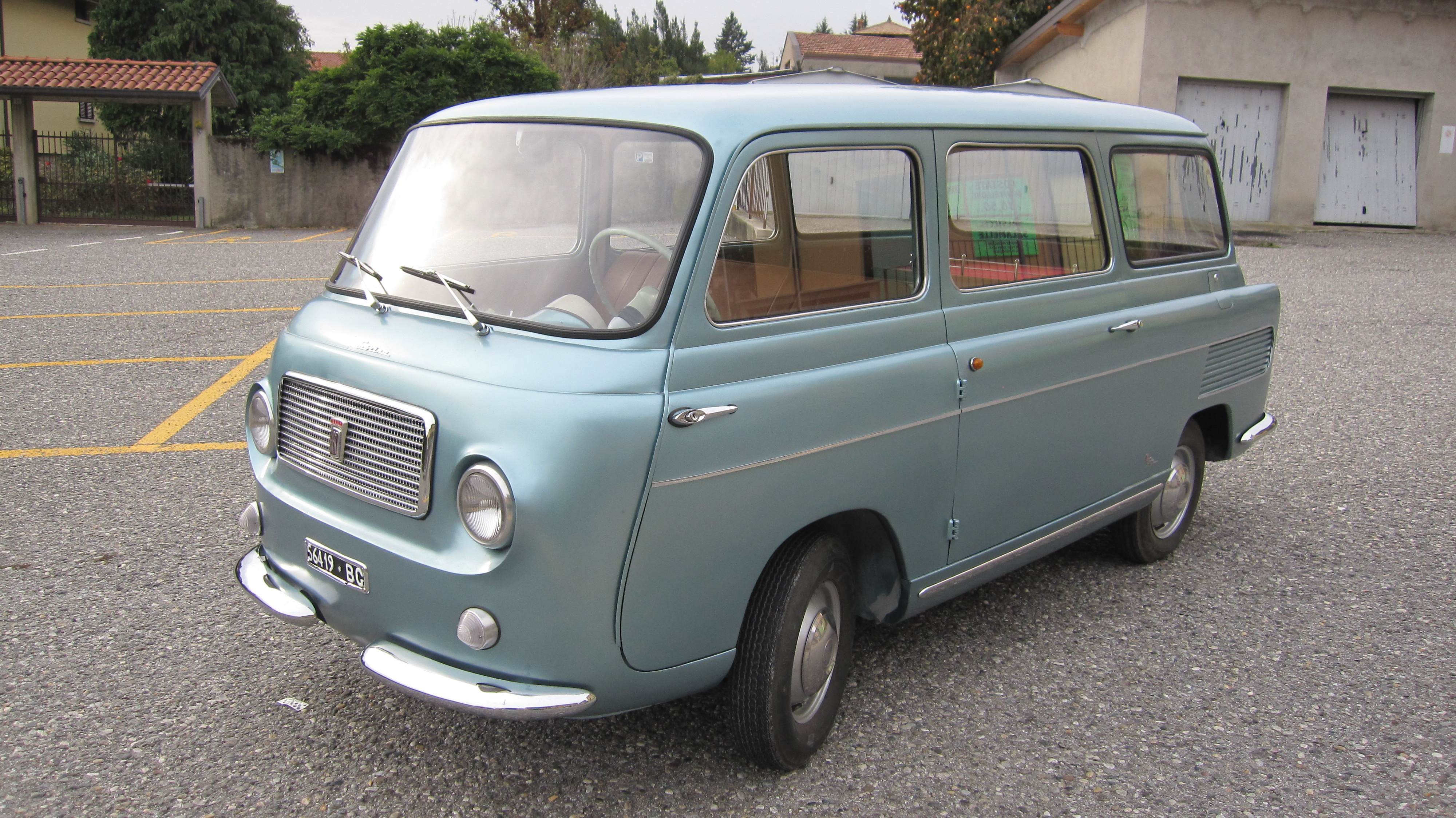
Fiat 600 Multipla Sabrina

Insbesondere in den 1950er und 1960er Jahren stellte Fissore eine Reihe von Sonderkarosserien auf Fahrgestellen von Fiat her. Einige von ihnen wurden in kleinen Serien produziert. Hierzu gehörten:
- Fiat 1100 TV Fissore Coupé (1953), ein Coupé mit Ponton-Karosserie auf der Basis des Fiat 1100. Es wurde in mehreren Exemplaren hergestellt und von Fissore als erster großer Erfolg bezeichnet.
- Sabrina, ein vier- bis sechssitziges Auto auf der Basis des Fiat Multipla mit stark veränderter Karosserie.
- 1500 Coupé, ein Zweitürer auf der Basis des Fiat 1500, vorgestellt in Turin 1959.
- Mongho 650, ein knappes Coupé auf der Basis des Fiat Nuova 500 mit einem Design von Sessano Associates im kantigen Stil der frühen 1970er Jahre. Der Motor vom Fiat 500 war von Nardi getunt worden, so dass das Auto recht spritzige Fahrleistungen bot. Fissore baute den Prototyp, der ein Einzelstück blieb. Das Auto steht heute in Italien.
- Fissore Scout (1971–1982), ein offenes Spaßauto im Stil des Citroën Méhari mit der Technik des Fiat 127. Das Auto war 1971 von Franco Maina gestaltet und zunächst als Gypsy vorgestellt worden. Anfänglich wurden Karosserieteile aus glasfaserverstärktem Kunststoff verwendet, später aus Stahlblech. Der Scout war ein recht erfolgreiches Auto, das auch in Deutschland zu erhalten war. Autokinitoviomihania Ellados aus Griechenland erhielt eine Lizenz.

### Fissore und OSCA

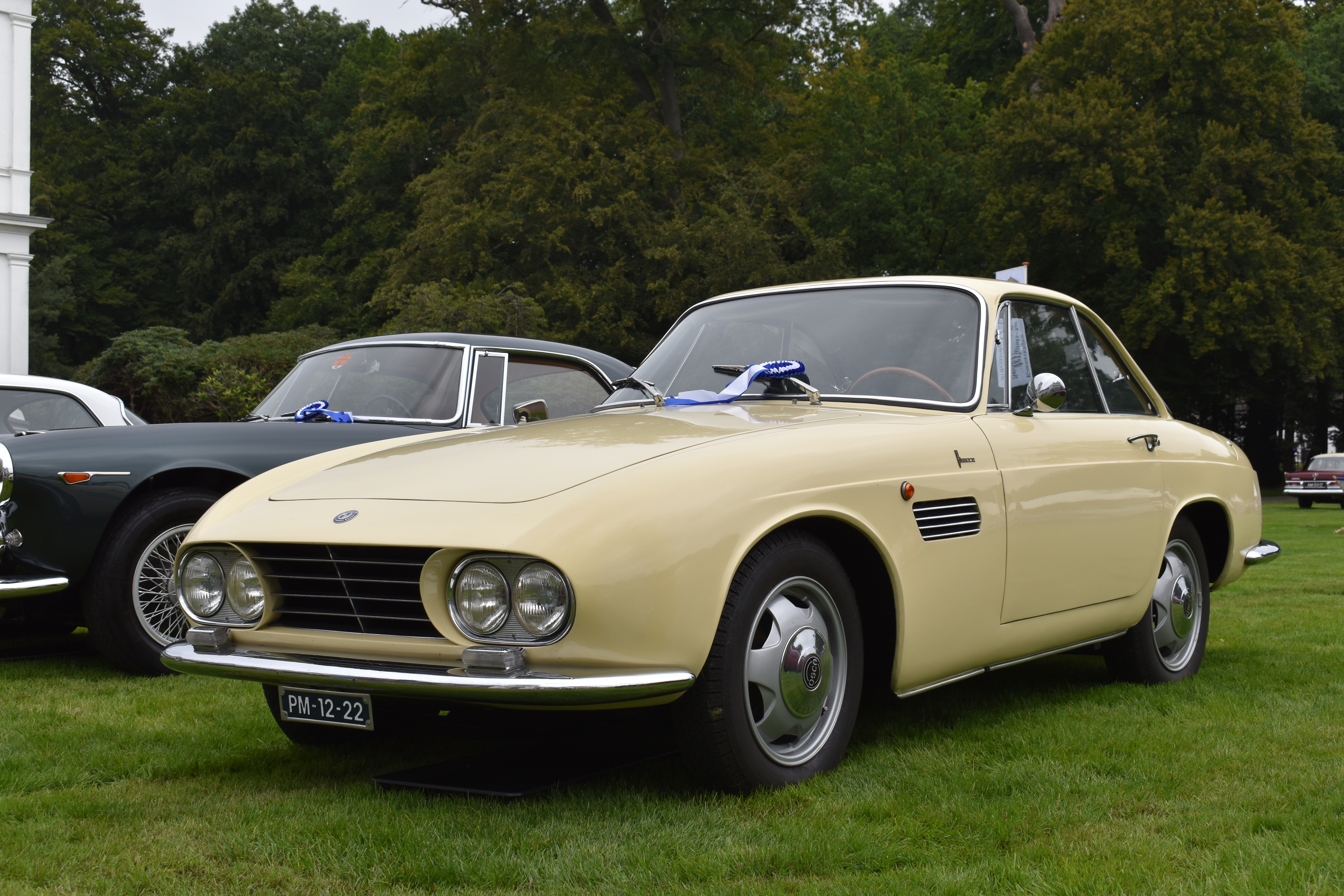
OSCA 1600 GT

1962 entwarf und baute Fissore in den frühen 1960er Jahren einige Karosserien für das den Maserati-Brüdern gehörende Unternehmen OSCA. Hierbei wurde das Fahrgestell des OSCA 1600 verwendet. Fissore entwarf zunächst ein elegantes, knapp geschnittenes Stufenheck-Coupé mit schmaler, eingezogener Frontpartie und nebeneinander liegenden Doppelscheinwerfern. Die Dachlinie war eckig mit filigranen A-, B- und C-Säulen. Das Coupé wurde insgesamt in 22 Exemplaren hergestellt. Zwei Fahrzeuge wurden als Cabriolet aufgebaut.

### Fissore und DKW
In den frühen 1960er Jahren hatte die Carrozzeria Fissore geschäftlichen Kontakt zur Auto Union GmbH. Drei DKW-Modelle, die in Brasilien von Veículos e Máquinas Agrícolas (Vemag) gebaut und auf dem südamerikanischen Markt vertrieben werden sollten, wurden zunächst von Fissore überarbeitet. Dabei handelt es sich um
- den DKW F93 (3=6). Das Fahrzeug wurde von 1958 bis 1967 in Brasilien bei Vemag gebaut und unter dem Namen DKW-Vemag Belcar (= schönes Auto) verkauft. Die Kombiversion hieß Vemaguet. Bei unveränderter Technik überarbeitete Fissore in erster Linie die Front- und Heckpartie. Die ausladenden Kotflügel wurden beibehalten, allerdings wurden die DKW-Vemags mit vorn angeschlagenen Türen und Doppelscheinwerfern ausgestattet. Insgesamt wurden etwa 51.000 Exemplare hergestellt.
- Ein weiteres Fahrzeug war der DKW-Vemag Fissore, eine zweitürige Limousine mit glattflächiger Ponton-Karosserie, für deren Frontpartie Fissore die Züge des kurz zuvor vorgestellten OSCA-1600-Coupés übernahm. Der Korpus der Karosserie ähnelte in groben Zügen dem deutschen DKW F 102. Als Einzelstück wurde zudem ein Kombiwagen gebaut. Der DKW-Vemag Fissore war im Grunde eine neu karossierte Version des Belcar, die angesichts des aktualisierten, wesentlich eleganteren Designs zu einem etwa 25 % höheren Preis als der Belcar verkauft wurde. Mit seinem Zweitaktmotor war der Fissore allerdings keine ernst zu nehmende Konkurrenz für amerikanische oder italienische Importe. Zwischen 1964 und 1967 wurden nicht mehr als 2.500 DKW-Vemag Fissore hergestellt. Das Auto ist heute in Südamerika eine gesuchte Rarität.
- Schließlich entwarf Fissore Coupés und Spider auf der Basis des Auto Union SP 1000. Die Fissore-Entwürfe entfernten sich von dem ursprünglich kopierten Ford Thunderbird. Lizenzproduktionen der Coupés und Spider gab es in Argentinien und Spanien.

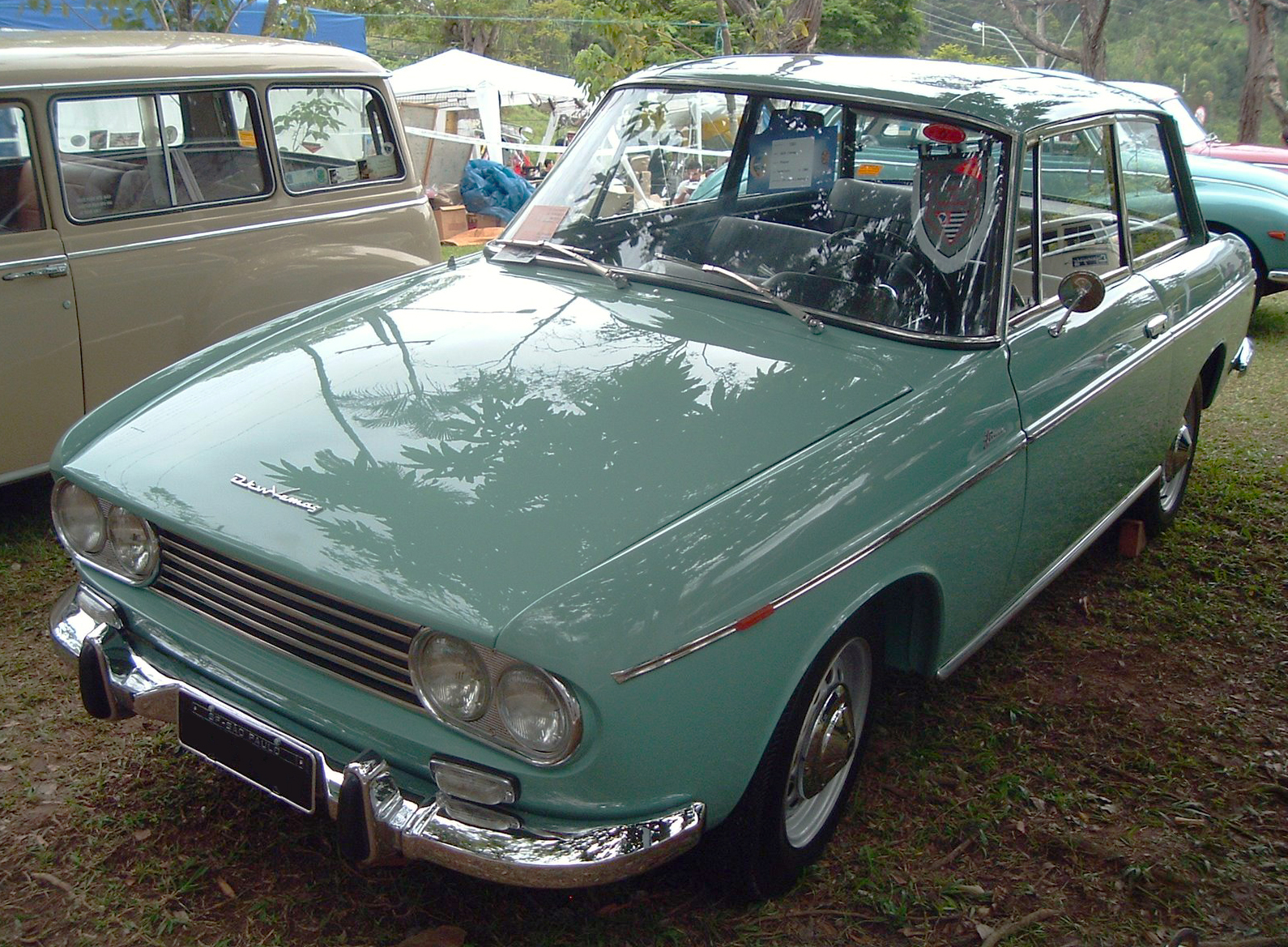
Front des DKW-Vemag Fissore (1965)
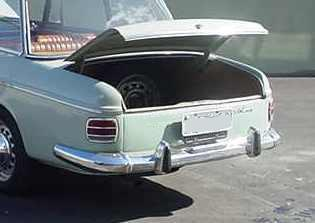
Heckpartie des DKW-Vemag Fissore
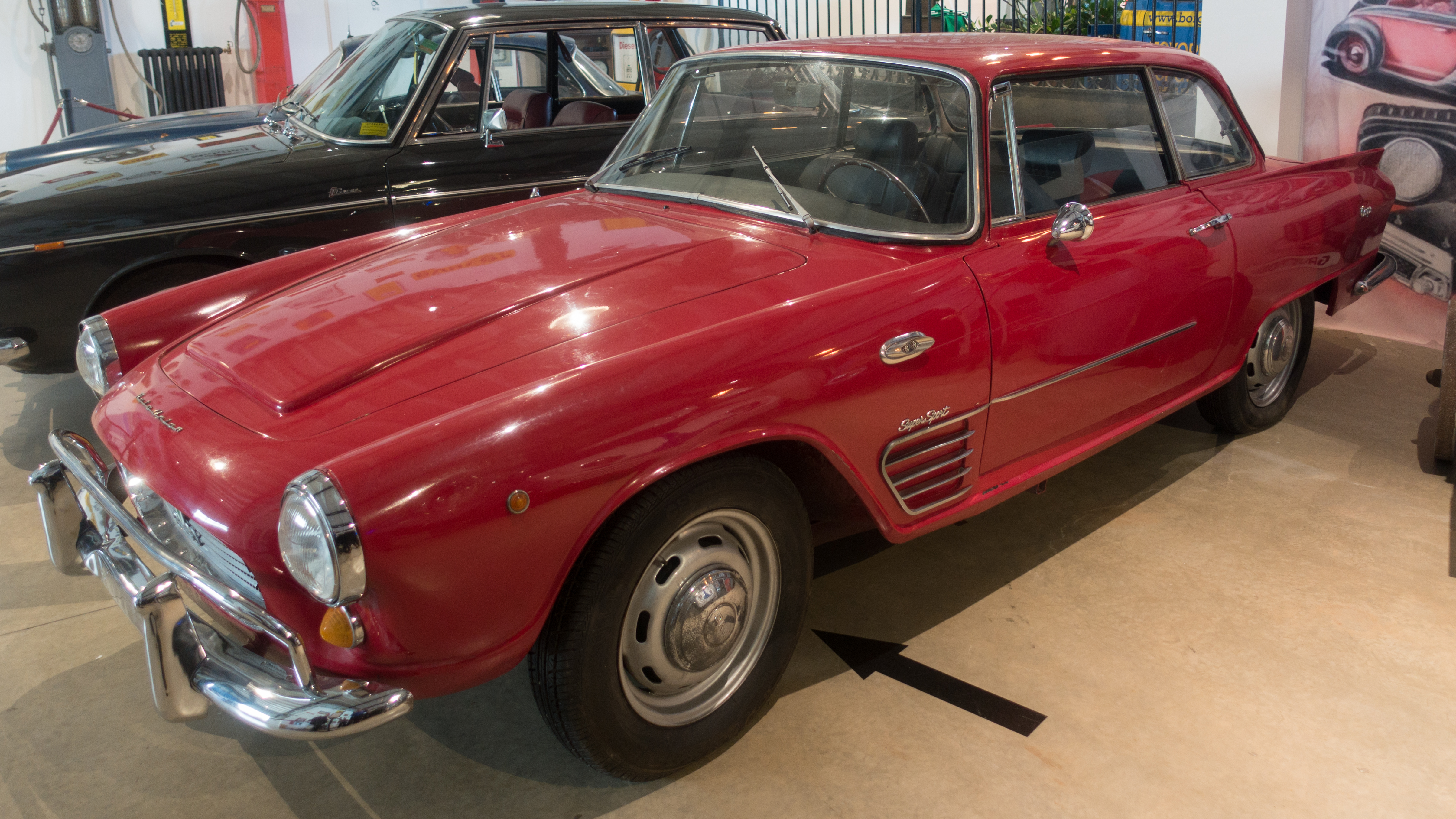
DKW 1000 Sp Fissore

### Fissore und De Tomaso

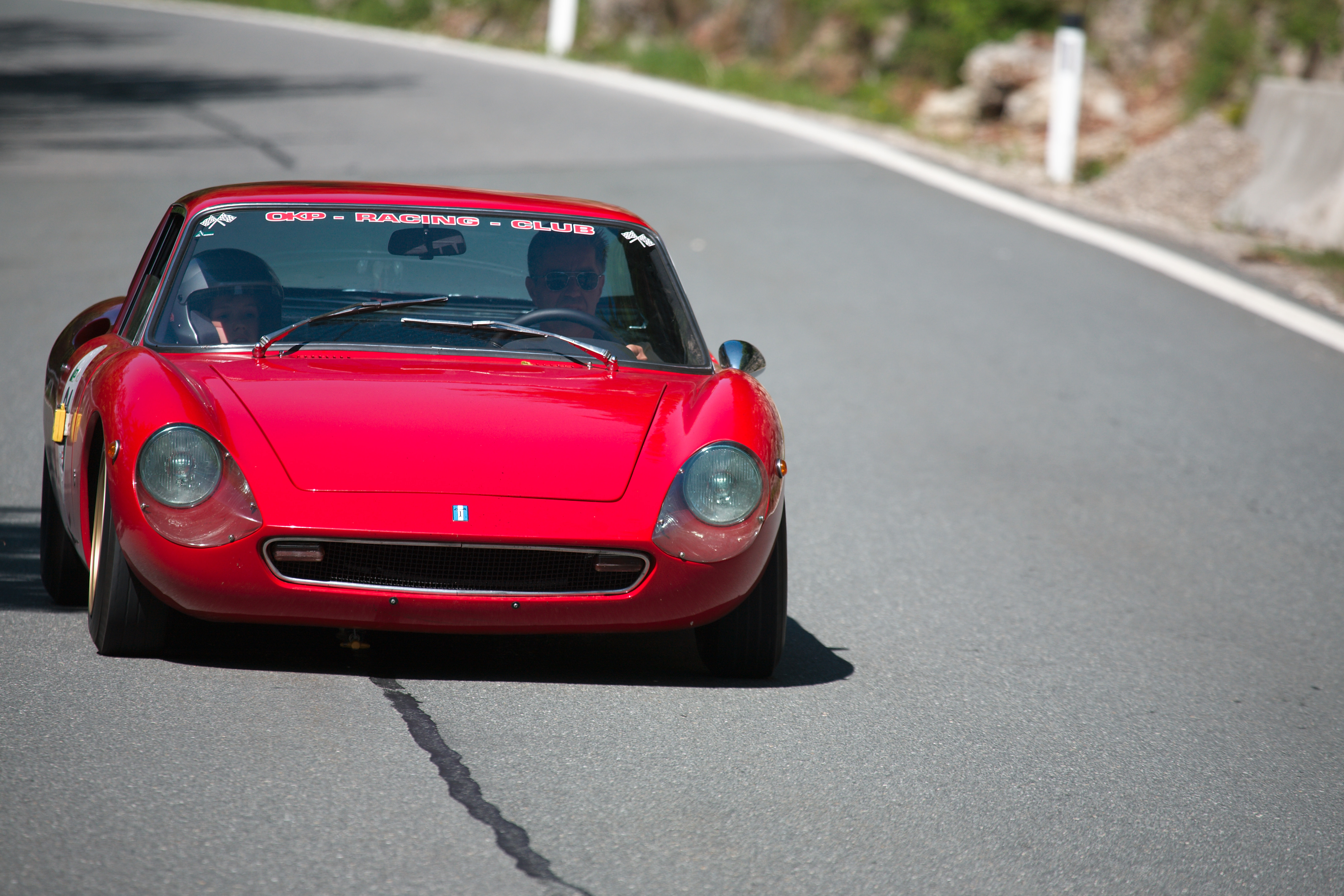
De Tomaso Vallelunga mit Fissore-Karosserie

Für de Tomaso entwarf Fissore das Modell Vallelunga. Zunächst entstand ein Spyder, der nicht über das Stadium eines Prototyps hinauskam. Kurz darauf entwarf Fissore eine geschlossene Version, die in etwa 50 Exemplaren bis Mitte der 1960er Jahre hergestellt wurde. Allerdings fand die Serienproduktion nicht – wie möglicherweise erhofft – bei Fissore statt, sondern bei der Carrozzeria Ghia, die seinerzeit Alejandro de Tomaso anteilig gehörte.

### Fissore und Monteverdi
Von besonderer Bedeutung war die Geschäftsbeziehung zwischen Fissore und dem Schweizer Sportwagenhersteller Monteverdi. Sie sicherte der Carrozzeria Fissore in den 1970er Jahren das Überleben.
Anfänglich hatte Monteverdi sein Coupé bei Pietro Frua entwerfen und bauen lassen. Allerdings hatte sich Monteverdi 1968, nach nur einem halben Jahr, wieder von Frua getrennt, da dessen Werk in Turin nicht über die notwendigen Kapazitäten für die handwerkliche Herstellung der High-Speed-Modelle in der von Peter Monteverdi gewünschten Quantität verfügte. Zunächst beauftragte Monteverdi die Carrozzeria Fissore mit der Herstellung von Sportwagen im bisherigen Frua-Design; nachdem Pietro Frua allerdings erfolgreich Lizenzgebühren eingeklagt hatte, änderte Monteverdi das Design der Sportwagen. Ob diese Karosserie von Fissore entworfen wurde oder ob das Design tatsächlich von Peter Monteverdi selbst stammte, wie dieser wiederholt behauptete, ist unklar. Jedenfalls hat Fissore die Behauptung Monteverdis nie bestritten. Möglicherweise stammen die Basislinien des Coupés von Monteverdi, während Fissore die Umsetzung im Detail übernahm. Gleiches mag für die Ableitungen des High-Speed gelten, das heisst für die Coupés auf kurzem Radstand, die Cabriolets und die Limousine. Der Produktionsablauf war kompliziert. In Basel wurde zunächst ein Chassis hergestellt, das sodann in Savigliano mit der Karosserie verbunden wurde. Danach wurde das Auto nach Basel zurückgebracht, wo es in der Werkstatt von Monteverdi mit Motor und Antriebskomponenten versehen und komplettiert wurde. Sicher ist, dass Fissore viele, aber nicht alle Monteverdis der High-Speed-Serie herstellte. Außer Fissore waren jedenfalls noch die Werke von Poccardi und Embo mit der Herstellung einzelner Fahrzeuge beschäftigt. Möglicherweise erfolgte diese Diversifizierung aus Kapazitätsgründen. Wahrscheinlich endete die Beziehung zwischen Fissore und Monteverdi 1977, als Monteverdi den Range-Rover-Konkurrenten Monteverdi Safari auf den Markt brachte. Zwar hatte die Carrozzeria Fissore den Safari konstruiert und auch den Prototyp gebaut; die Produktion der Serienmodelle übernahm dagegen Rayton Fissore.  Hinweise darauf, dass die Carrozzeria Fissore an der Produktion der 1977 vorgestellten Limousine Monteverdi Sierra beteiligt war, gibt es nicht.

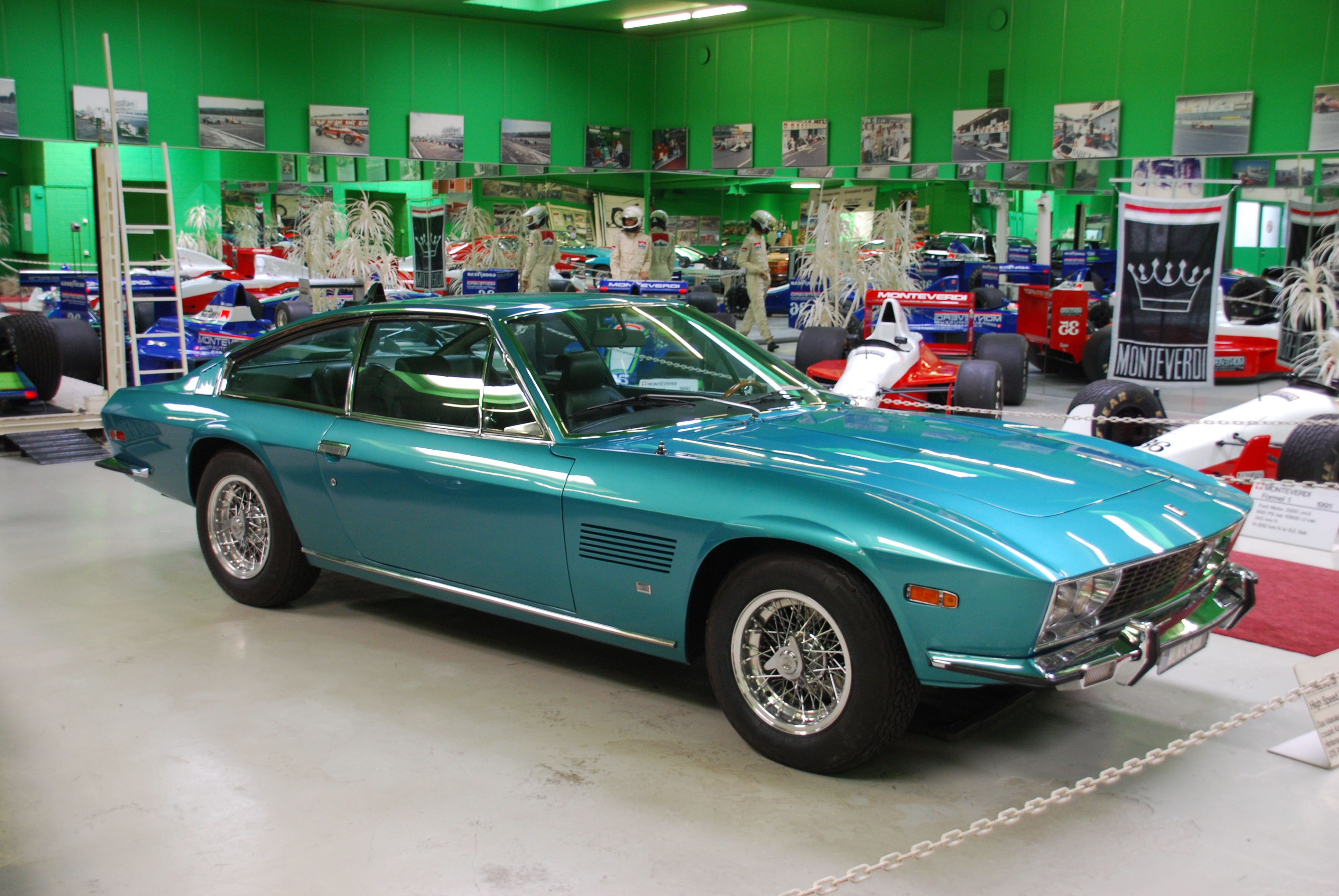
Monteverdi High Speed 375/L
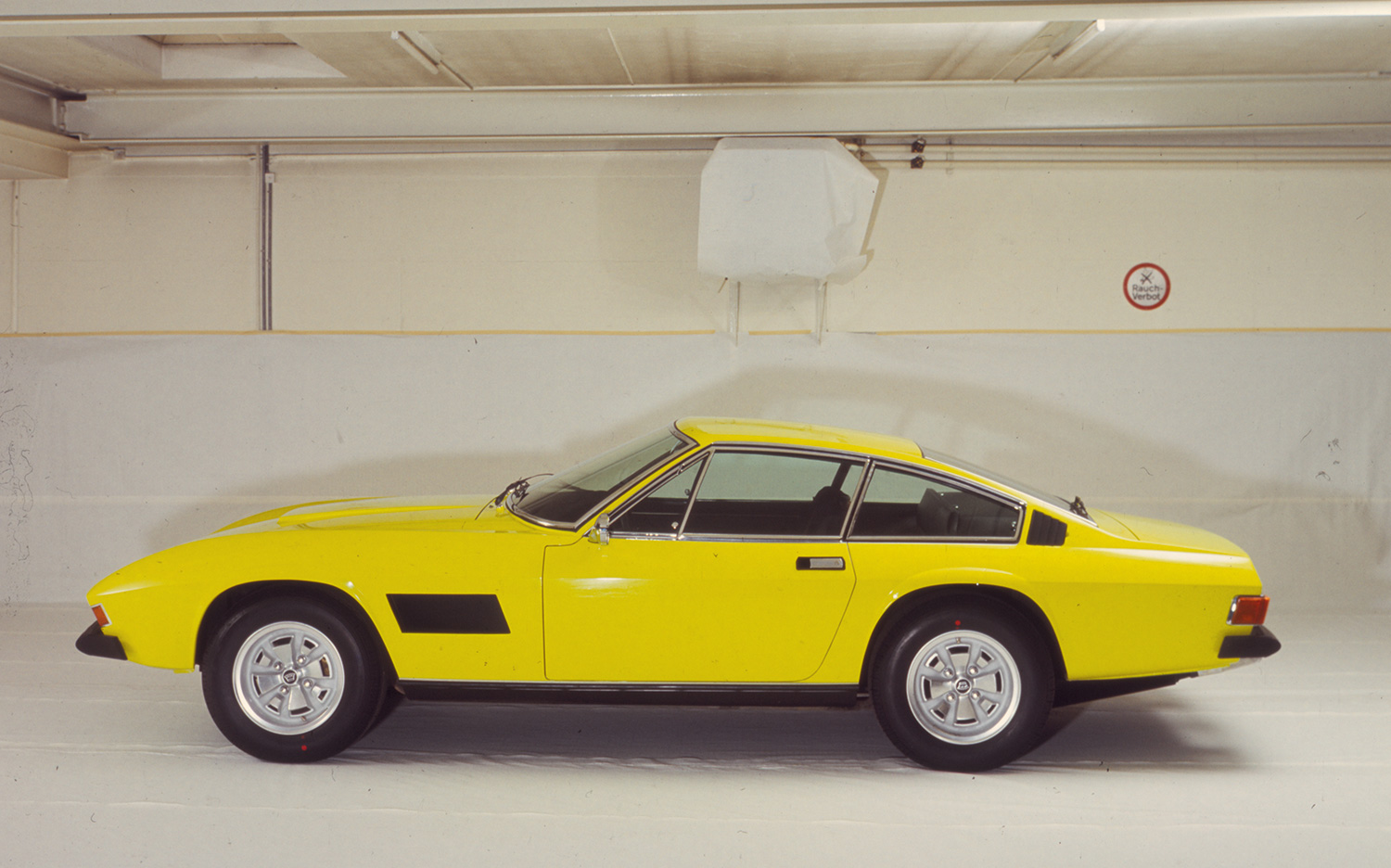
Monteverdi Berlinetta
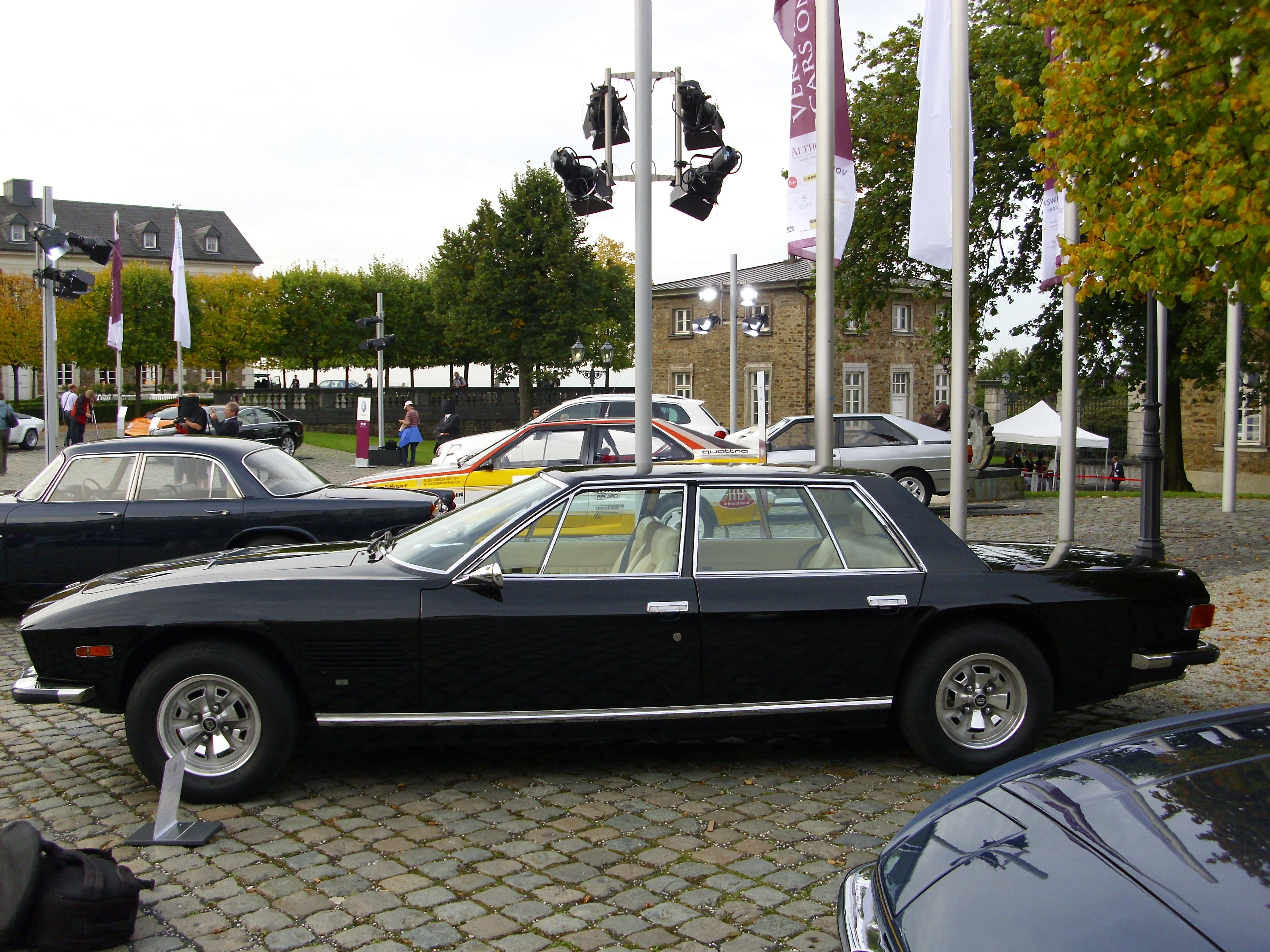
Monteverdi 375/4
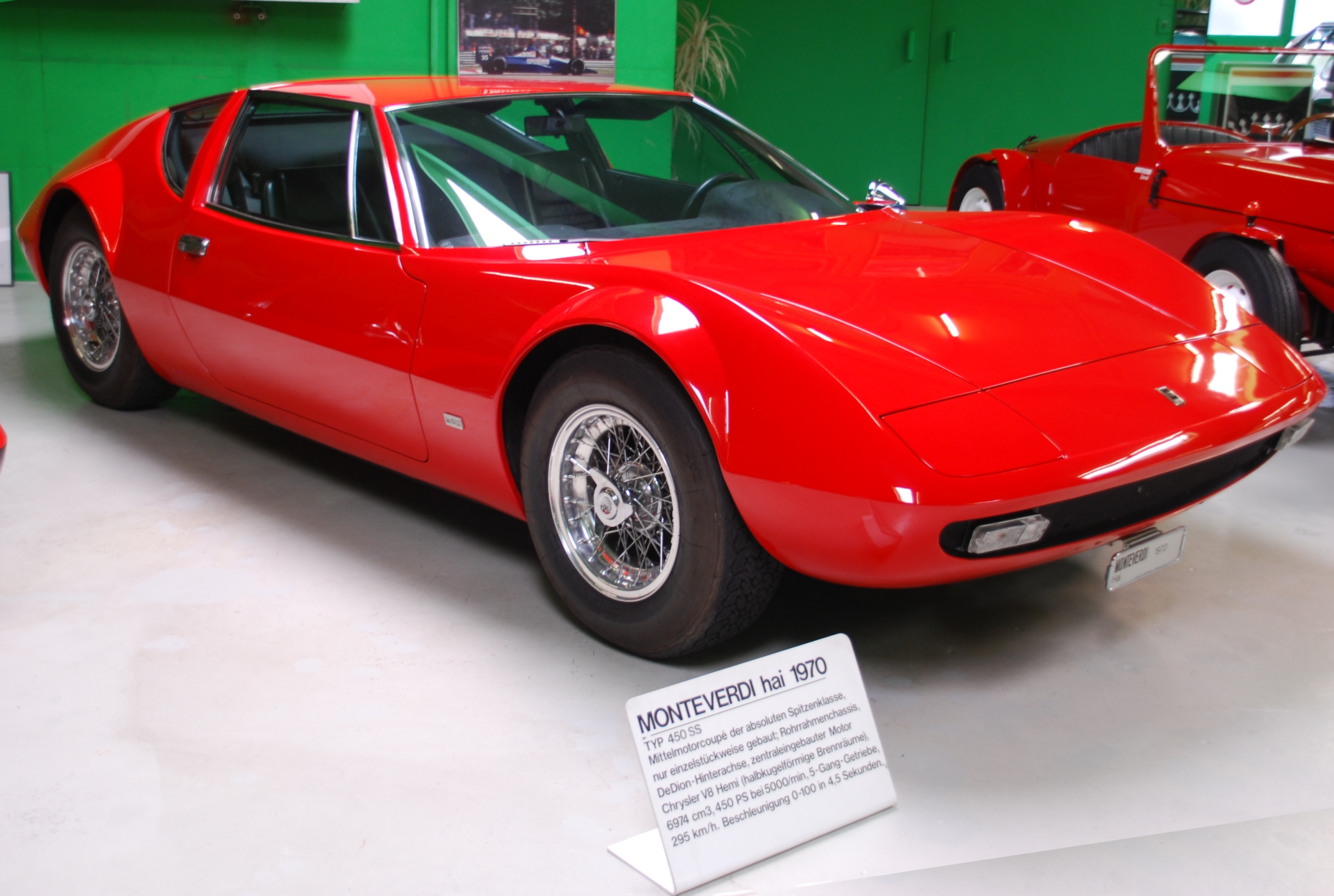
Monteverdi Hai

### TVR

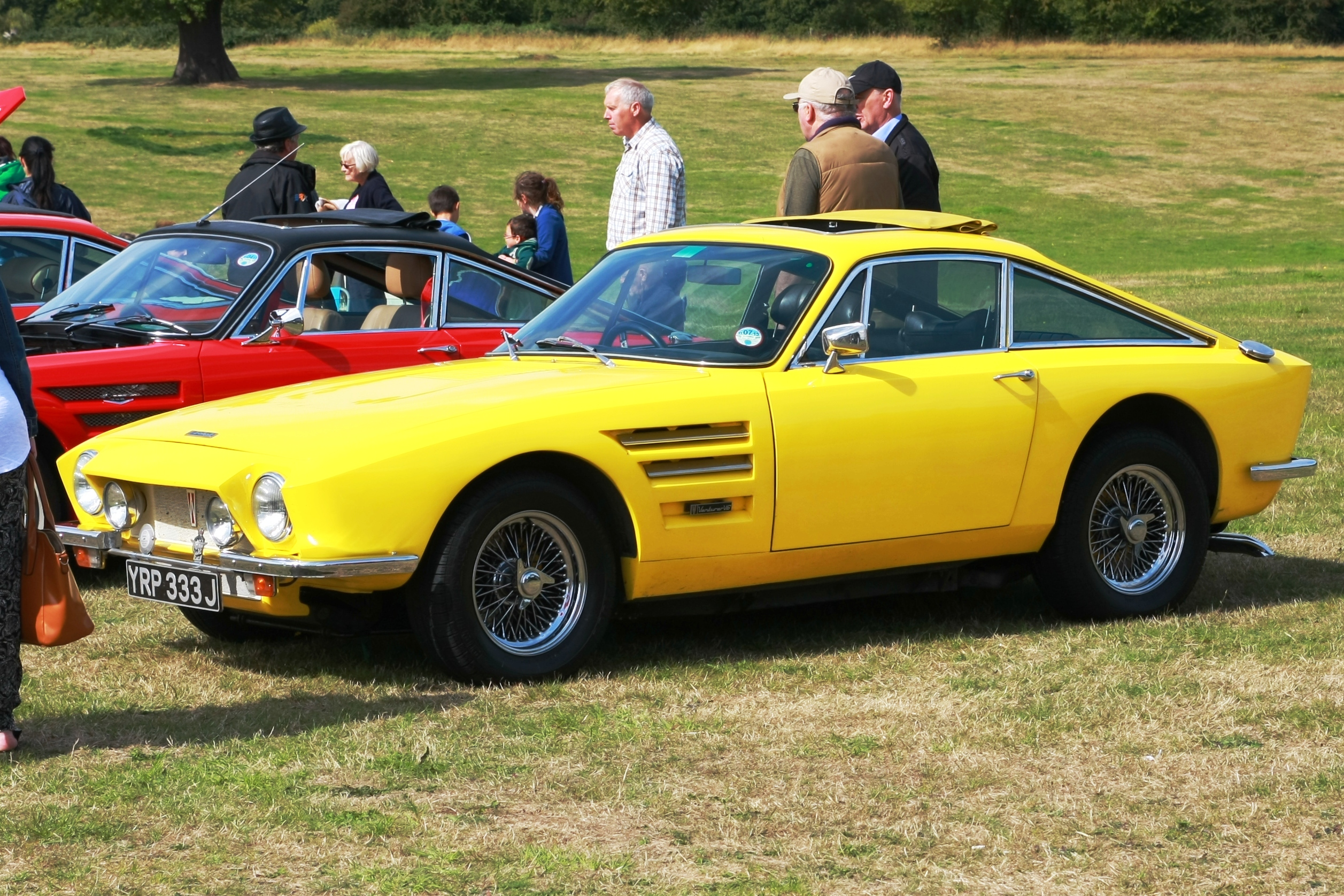
Trident (ca. 1970)

1962 beauftragte Brian Hopton, einer der Eigentümer des britischen Sportwagenherstellers TVR, den für Fissore tätigen britischen Designer Trevor Fiore mit dem Entwurf einer neuen Karosserie für den Griffith 200. Fiore gestaltete ein kompaktes Fließheckcoupé, von dem Fissore einen Prototyp mit Aluminiumkarosserie und einem verlängerten TVR-Chassis baute. Fissore stellte ihn unter der Bezeichnung Trident im März 1965 auf dem Genfer Autosalon aus. Im Laufe des Jahres baute Fissore noch zwei weitere Prototypen – ein Coupé und ein Cabriolet –; eine Serienproduktion kam jedoch wegen einer zwischenzeitlich eingetretenen Insolvenz von TVR nicht zustande. Im Rahmen des Insolvenzverfahrens übernahm der britische TVR-Händler William „Bill“ Last die Rechte an Fiores Entwurf die Formen für die Trident-Karosserie und brachte das Modell mit 1967 mit seinem neu gegründeten Unternehmen Trident Cars auf den Markt. Der britische Trident, dessen Form sich nahezu vollständig an dem Fissore-Entwurf orientierte, war als Komplettfahrzeug, daneben aber zeitweise auch als Bausatz erhältlich. Er war unter verschiedenen Bezeichnungen (Trident Clipper, Trident Tycoon und Trident Venturer) mit britischen und US-amerikanischen Motoren erhältlich. Bis 1976 entstanden etwa 220 Exemplare.

### Alpine

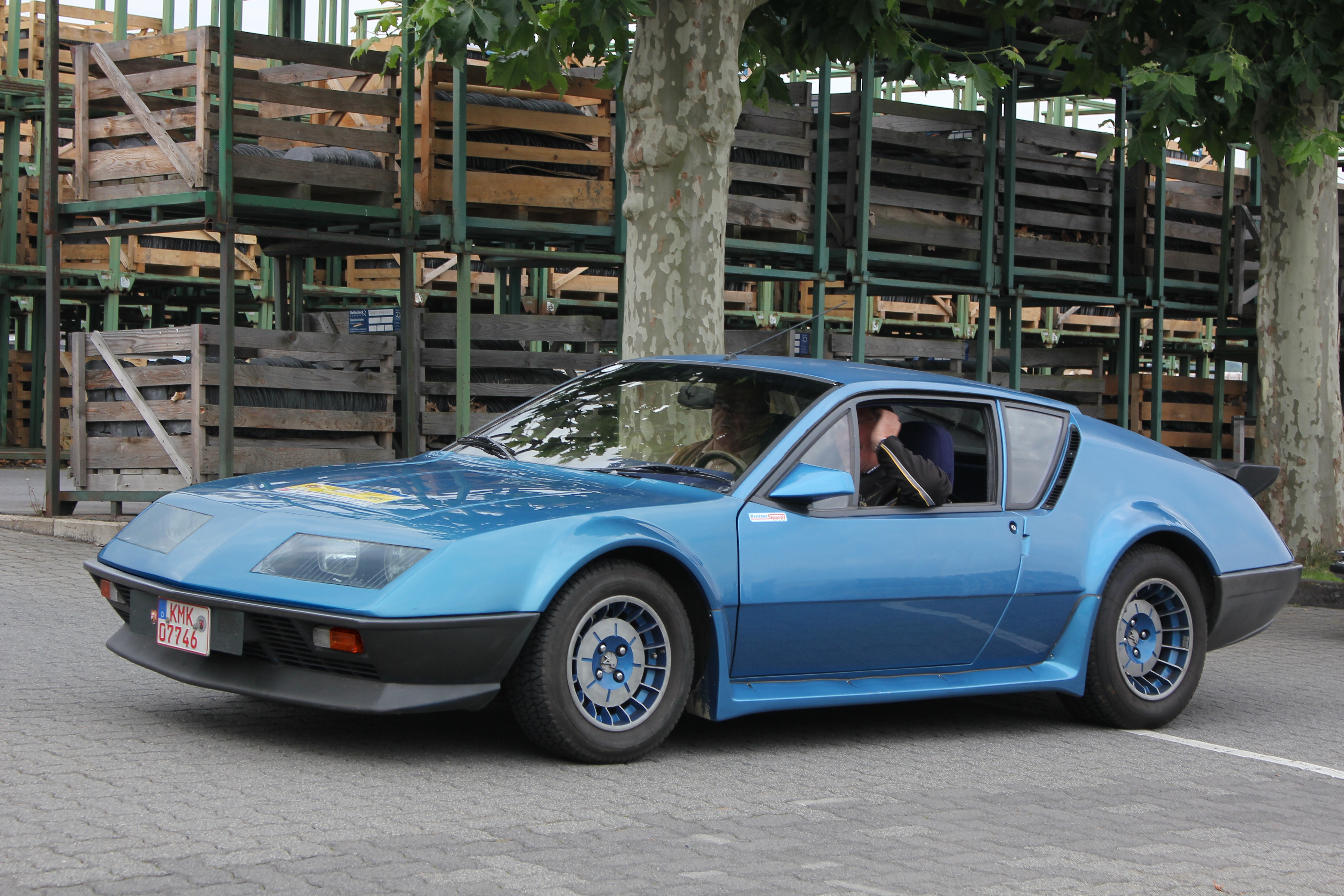
Alpine A310 mit einer von Fissore entworfenen Karosserie

Für den französischen Sportwagenhersteller Alpine entwarf Trevor Fiore in den späten 1960er Jahren einen Nachfolger des A 110. Bevor die Entwürfe für das Auto, das später der A 310 werden sollte, in Frankreich umgesetzt werden konnten, übernahm Monteverdi die Linien für sein eigenes Mittelmotor-Coupé namens Hai 450. Während Peter Monteverdi behauptete, den Hai selbst entworfen zu haben, sieht Trevor Fiore in der Form von Monteverdis Hai eine Urheberrechtsverletzung. Monteverdi habe anlässlich eines Besuchs bei Fissore den Alpine-Entwurf eingesehen und später ohne Lizenzierung für sein eigenes Auto verwendet. Die auffällige Ähnlichkeit zwischen dem Alpine A 310 und dem Monteverdi Hai wird mittlerweile auch in der Presse bestätigt.

### Weitere Entwürfe

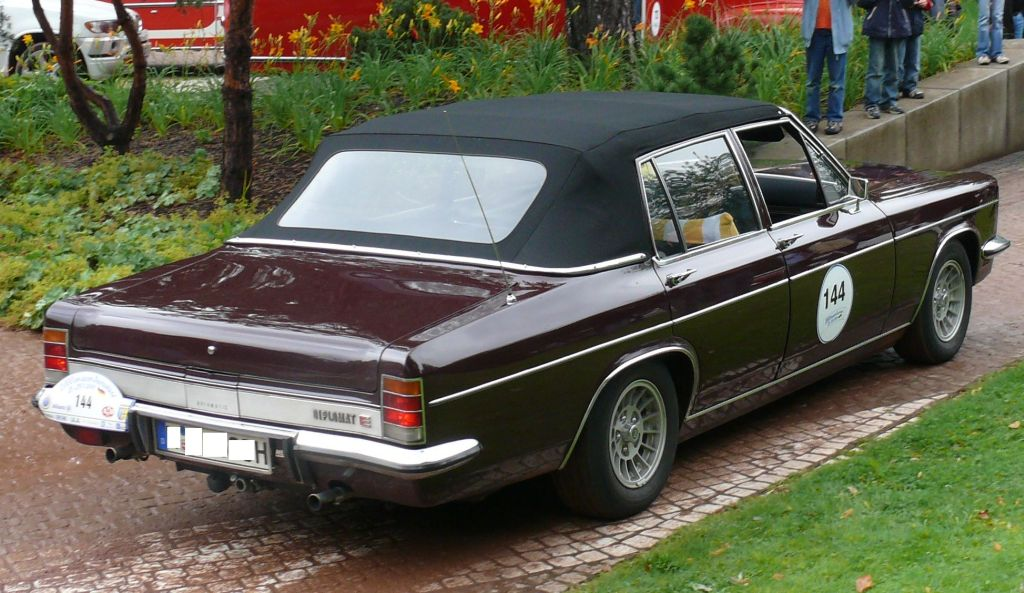
Ein viertüriges Cabriolet auf der Basis des Opel Diplomat B

Für Opel stellte Fissore zu Beginn der 1970er Jahre vier viertürige Cabriolet-Version des Opel Diplomat B her. Es blieb bei den vier Exemplaren. Alle existieren noch.